# Смерть фашизму
Смерть фашизму — белорусская газета, являвшаяся органом Любчанского подпольного райкома КП(б)Б Барановичской области в годы Второй мировой войны.

## История
Издавалась в партизанской бригаде имени Феликса Дзержинского, действовавшей в Налибокской пуще. Известно о 14 номерах (№ 8–22), выпущенных с 1 апреля по 29 июня 1944 года на русском языке. Редактором издания был Н. А. Проценко.
После освобождения Беларуси газета продолжила выходить под названием «Ленінскі шлях» (с бел. — «Ленинский путь») как орган Любчанского райкома КПБ и районного Совета депутатов трудящихся Барановичской, а позднее Гродненской области (с января 1954 года). Выпуск издания прекратился на сотом номере за 13 декабря 1956 года в связи с ликвидацией Любчанского района.